# Eva Wilma
Eva Wilma Riefle Buckup, nota semplicemente come Eva Wilma (San Paolo, 14 dicembre 1933 – San Paolo, 15 maggio 2021), è stata un'attrice e danzatrice brasiliana.

## Biografia
Fin dagli anni cinquanta lavorò per il teatro, il cinema e la televisione, quando aveva già raggiunto la fama come ballerina classica. In Italia si fece conoscere per le prove di attrice nelle telenovelas di Rede Globo, dove dimostrò il suo lato umoristico interpretando il personaggio di Rebecca in Piume e paillettes (1981) e le sue capacità drammatiche dando vita alla problematica figura di Laura in Ciranda de pedra (1981). Recitò anche in Adamo contro Eva (1983), Potere (1986), Terra nostra 2 - La speranza (2002) e Fina estampa (2011).
Tra le prove cinematografiche, si ricorda la sua presenza in un film tedesco, TÖdlicher Karneval, accanto a un'altra attrice brasiliana, Marly Marley.
Si sposò due volte: con John Herbert (matrimonio conclusosi con un divorzio dopo 23 anni nonostante la nascita di due figli) e con Carlos Zara.
Eva Wilma è morta il 15 maggio 2021 a San Paolo, sua città natale, per un tumore alle ovaie diagnosticatole solo pochi giorni prima.

## Omaggi
- Le è stato intitolato un teatro a San Paolo.

## Curiosità
- Il titolo originale della telenovela Potere, ovvero Roda de fogo, è anche quello di una precedente produzione televisiva brasiliana, parimenti interpretata da Eva Wilma (sola attrice ad apparire in entrambe).